# إميليانو غونزاليس
إميليانو غونزاليس (20 سبتمبر 1969 بسانتاندير في إسبانيا - ) هو لاعب كرة قدم أندوري في مركز الهجوم. شارك مع منتخب أندورا لكرة القدم. أما مع النوادي، فقد لعب مع نادي أندورا لكرة القدم ورايو كانتابريا ‏ وUM Escobedo ‏.

## وصلات خارجية
- إميليانو غونزاليس على موقع الاتحاد الأوربي (الإنجليزية)
- إميليانو غونزاليس على موقع قاعدة بيانات كرة القدم.إي يو (الإنجليزية)
- إميليانو غونزاليس على موقع ناشيونال فوتبول تيمز (الإنجليزية)
- إميليانو غونزاليس على موقع Soccerway.com (الإنجليزية)